# Цицаги, Никита Николаевич
Никита Николаевич Цицаги  ( 28 марта 1995, США штат Нью - Джерси, город Тинек - 16 июня 2024, Волновахский район, село Никольское, Донецкая область — российский журналист.

## Биография
Образование получил в Историко-архивном институте РГГУ, где изучал философию, и в Московской школе новой литературы при Московском международном университете.
Цицаги работал в российских СМИ как военный корреспондент и фотограф, сотрудничая как с лояльными российским властям изданиями ТАСС и Lenta.ru, так и издаваемыми в изгнании оппозиционными «Холод» и «Новая вкладка». В 2023 году получил премию «Редколлегия» за репортаж «Всё горит и ничего нету» из Шебекино для издания «Новая вкладка». Награждение Цицаги привело к критике премии, поэтому жюри пришлось выпустить специальное заявление, что премия «ни в коем случае не может быть расценена как оценка его профессионального пути или профессиональной позиции в целом», а относится лишь к конкретному репортажу.
Цицаги работал корреспондентом News.ru, освещая события российско-украинской войны.
16 июня 2024 года Цицаги погиб на оккупированной Россией части Донецкой области Украины неподалёку от села Никольское. Последний его репортаж был о военнопленных ВСУ в тюрьмах строгого режима.